# Vaidotas (Vorname)
Vaidotas ist ein litauischer männlicher Vorname, abgekürzt Vaidas.

## Namensträger
- Vaidotas Antanaitis (1928–2018),  Forstwissenschaftler, Forstminister, Botschafter
- Vaidotas Bacevičius (* 1975), Jurist und Politiker
- Vaidotas Jakštas (* 1972), Politiker, Vizeminister für Innen
- Vaidotas Verba (*  1966), Verwaltungsjurist und Diplomat
- Vaidotas Viliūnas (* 1956), Direktor von Kolleg Marijampolė

Zwischenname
- Leonas Vaidotas Ašmantas (* 1939), Wirtschaftsingenieur und Erfinder, Professor